# Валениј (Јаши)
Валениј (рум. Vălenii) насеље је у Румунији у округу Јаши у општини Цибанешти. Oпштина се налази на надморској висини од 284 m.

## Становништво
Према подацима из 2002. године у насељу је живело 344 становника, од којих су сви румунске националности.